# Bocydium sanmiguelense
Bocydium sanmiguelense (лат.) — вид горбаток рода Bocydium из подсемейства Stegaspidinae (Membracidae).  Название происходит от имени резервата ‘Alto de San Miguel’ (Antioquia: Caldas), где начинается река Medellín.

## Распространение
Неотропика: Колумбия.

## Описание
Мелкие равнокрылые насекомые (около 5 мм) с большим разветвлённым спинным отростком на груди. От близких видов отличается следующими признаками: общая окраска от коричневого до чёрного; переднее крыло с дымчатыми и тёмными апикальным пятнами; центральная ножка вздутий переднеспинки высокая и тонкая, дорсальная вершина не расширена в луковицу, при виде спереди V-образная; боковые луковицы сильно направлены вверх, при виде спереди и сверху веретеновидные; всего вздутий 4; боковые луковицы конические на виде сверху; длина боковых шипов примерно равна длине боковых луковиц. Обитают на Meriania Sw. (семейство Melastomataceae).